# Aeroporto internazionale di Pohnpei
L'aeroporto internazionale di Pohnpei (IATA: PNI, ICAO: PTPN) è l'aeroporto dello stato di Pohnpei, uno degli Stati Federati di Micronesia situato sull'isola Deketik, collegato con una strada all'isola principale, nelle vicinanze di Kolonia.